# Slaget vid Mendulax
Slaget vid Mendulax var ett slag under hattarnas ryska krig. Slaget stod mellan svenska och ryska styrkor den 22–23 mars 1742 vid Mendulax.

## Bakgrund
I mars 1742 stod den svenska huvudarmén vid Fredrikshamn, då det ryktades att en rysk armé om 50 000 man marscherade emot staden, vilket dock visades vara falskt. Däremot sammansattes i februari en avdelning om 3000 man under befäl av Vilhelm Fermor vid Kexholm och Sordavala, vilka i mars avancerade mot Savolax och Karelen.
Befälhavare i dessa regioner var landshövdingen Carl Johan Stiernstedt. Han hade under vintern genomfört åtgärder för områdets försvar, och alla regementen tillhörande hans län hade kompletterats. Endast ett kompani infanteri och ett kompani kavalleri av dessa kvarstod, sedan resten anslöt till huvudarmén. Dock organiserade han även en vargering, vilken förblev under hans befäl.
För sitt infall i Finland detacherade Fermor en mindre avdelning mot Savolax, vilken dock blev besegrad i slaget vid Kerimäki och tvingades retirera över gränsen. Samtidigt avancerade han själv med huvuddelen av sin kår och härjade Karelen. För att motverka detta och ta fiendens uppmärksamhet från Karelen uppsatte Stiernstedt ett detachement under befäl av Niklas Adolf von Kræmer, vilket skulle verkställa ett motanfall in i Ryssland. Han utsände även rykten om att han samtidigt erhållit en överdrivet stor förstärkning.
Kræmer marscherade sin avdelning i riktning mot Kronoborg, vilket fick det önskade resultatet att ryska styrkorna i Karelen skyndade tillbaka för att undsätta orten. Kronoborg fick samtidigt förstärkningar söderifrån bestående av 300 infanteri, samt kosacker och kalmucker. Under dessa omständigheter retirerade Kræmer, och han anlände den 21 mars vid tsarinnans kastellgods i Mendulax.

## Slaget
Klockan 05:00 om morgonen den 22 mars anfölls Kræmers 30 dragoner starka arriärgarde av 800 dragoner och kosacker. De svenska dragonerna avvisade anfallen fram tills det att resten av den svenska avdelningen anlände. Därefter ställde sig svenskarna i ordentlig slagordning framför en skog medan de ryska styrkorna stod 1000 steg därifrån. Ingen av sidorna vågade nu genomföra ett anfall mot den andra, och de stod därför och såg mot varandra fram till kvällen. På natten, då de ryska styrkorna erhållit förstärkning, försökte dessa omringa den svenska avdelningen genom skogen, men Kræmer kunde under skydd av nattens mörker marschera bort med sin styrka. Den 23 mars nådde ryssarna åter den svenska styrkan och anföll dess arriärgarde, men dessa slog tillbaka anfallet genom eldgivning från sidorna av vägen, vilket avrådde fienden från vidare anfall.